# O Lampião da Esquina
O Lampião da Esquina foi um jornal homossexual brasileiro que circulou durante os anos de 1978 e 1981. Nasceu dentro do  contexto de imprensa alternativa na época da abertura política no final dos anos 1970, durante o abrandamento de anos de censura promovida pela ditadura militar brasileira.

## Histórico
Após uma visita de Winston Leyland, editor do Gay Sunshine, revista homossexual norte-americana, onze pessoas se reuniram na casa do pintor Darcy Penteado e  criaram a ideia do veículo. Participaram da reunião o próprio Darcy Penteado, Adão Costa, Aguinaldo Silva, Antonio Chrysóstomo, Clóvis Marques, Francisco Bittencourt, Gasparino Damata, Jean-Claude Bernardet, João Antônio Mascarenhas, João Silvério Trevisan e Peter Fry, posteriormente esses constituíram o Conselho Editorial do jornal.
A publicação representou uma classe que não possuía voz na sociedade, mostrando-se importante para a construção de uma identidade nacional pluralista. O subsídio para a circulação veio por meio da criação de uma editora também chamada de Lampião e de colaboradores que doaram algumas quantias em moeda. No total teve 38 edições, incluindo o número zero. Inicialmente, cada edição, teve uma circulação aproximada de 10 a 15 mil exemplares em todo o país.
Em formato tabloide, o jornal tinha editoriais fixas como "Cartas na Mesa", onde as cartas dos leitores eram publicadas e respondidas, "Esquina" onde eram reunidas notícias, "Reportagem", onde sempre a matéria de capa estava localizada, e a partir do número cinco a coluna "Bixórdia". Além dessas sempre havia espaço para informações culturais, como indicações de livros, exposições, shows e filmes; e também para entrevistas. 
O jornal abordou desbundes e questões políticas urgentes sobre repressão e liberdades, não só de homens gays, mas também de travestis, lésbicas, pessoas negras, mulheres e povos originários. ‘O Lampião’ documentou em suas páginas a formação de grupos ativistas ‘desviados’ e ‘entendidos’ no Brasil. Ali, estavam presentes questões que vão desde a masculinização das bichas a mapas de pegação no centro de São Paulo; da perseguição a frequentadores de cinemas pornô à perseguição e assassinato das travestis pela Ditadura Militar; da literatura lésbica de Cassandra Rios e a música feminista de Leci Brandão à sensualidade performática de Ney Matogrosso; e também o figuracionismo homoerótico de Darcy Penteado. A produção do conteúdo era feita pelos conselheiros editoriais e por convidados que variavam a cada edição.
O jornal inicialmente estava mais preocupado em retirar o "gay" da margem social, abrindo o discurso às minorias. Já em sua fase final o jornal se adapta ao gueto e torna-se mais ousado, contendo até mesmo ensaios sensuais e abordando temas mais polêmicos do que fazia em sua fase inicial.